# تریپتامین
تریپتامین (به انگلیسی: Tryptamine) یک آلکالوئید مونوآمین است که در قارچها ، حیوانات و گیاهان یافت می‌شود. این مولکول با شناسه پاب‌کم ۱۱۵۰ است. که جرم مولی آن ۱۶۰٫۲۱۶ می‌باشد.این ماده شیمیایی در برخی گیاهان و به مقدار بسیار کم در مغز پستانداران وجود دارد.  
- ساختار این مونوامین شبیه اسیدآمینه تریپتوفان است و در بدن انسان در چرخه تولید سروتونین و ملاتونین بکار میرود.

## تولید
تریپتامین طی واکنشی معروف به سنتز تریپتامین آبراموویچ–شاپیرو(Abramovitch–Shapiro tryptamine synthesis ) تولید می‌شود: